# Pavel Alekszejevics Kurocskin
Pavel Alekszejevics Kurocskin (oroszul: Павел Алексеевич Курочкин) (Gornyevo, Orosz Birodalom, 1900. november 19. – Moszkva, Szovjetunió, 1989. december 28.) szovjet hadseregtábornok.

## Ifjúkora
Parasztcsalád fia volt. Először péklegényként, aztán vasúti pályamunkásként dolgozott. 1917-ben csatlakozott a bolsevikokhoz és részt vett október 25-én (a Gergely-naptár szerint november 7.) a petrográdi Téli Palota ostromában. A Vörös Hadseregbe belépés után a polgárháborúban egy lovasalakulat parancsnoka volt. Harcolt Krasznov ellen Gatcsina mellett, az angolok ellen északon, majd Jugyenyics ellen Petrográd mellett. Részt vett a lengyel–szovjet háborúban, majd 1921-ben a tambovi parasztfelkelés elfojtásában. 1923-ban elvégezte a  Lovassági Akadémiát. Miután több éven át a csapatoknál teljesített szolgálatot, a Frunze Katonai Akadémiára vezényelték, amelyet 1932-ben abszolvált.
Az 1930-as években először egy lovashadtest törzsfőnöke volt, 1936-ban egy lovashadosztály parancsnoka lett a Moszkvai Katonai Körzetben. 1939 szeptemberében a 2. lovashadtest törzsfőnökeként vett részt Kelet-Lengyelország megszállásában. A szovjet-finn háború során a 28. lövészhadtestet vezette, majd 1940 júniusában a Mongóliában tartózkodó 17. összfegyvernemi hadsereg parancsnokává nevezték ki. 1941 januárjában a Bajkálontúli Katonai Körzet parancsnoka lett.

## Szerepe a második világháborúban
A Szovjetunió elleni invázió (1941. június 22.) után visszahívták a Távol-Keletről, július 5-én a Nyugati Front (Tyimosenko) 20. hadseregének parancsnokává nevezték ki. Részt vett Szmolenszk védelmében, majd sikeresen visszavonult a Dnyeper mögé. Augusztus 23-án az Északnyugati Front parancsnoka lett, amelyet 1942 novemberéig, majd 1943 júniusától novemberig vezetett. 1943. augusztus 27-én vezérezredessé léptették elő. Novembertől a következő év februárjáig az 1. Ukrán Front (Konyev) parancsnokhelyettese volt, részt vett a Zsitomir, Bergyicsev és Novográd Volinszk melletti harcokban. Februártól áprilisig a 2. Belorusz Frontot vezette, innentől a háború végéig az 1. Ukrán Front 60. hadseregének parancsnoka volt. 1944 júliusában csapatai a lvov-sandomierzi hadművelet keretében Broditól délre a főcsapást mérték nyugati irányba. Részt vett Tarnopol, Lvov és Przemyśl felszabadításában. Később harcolt Lengyelországban, Csehszlovákiában és Németországban. Érdemeiért és szolgálataiért 1945. június 29-én megkapta a Szovjetunió Hőse kitüntetést.

## A háború után
A háború vége után rövid ideig a Kubanyi Katonai Körzetet vezette, aztán a keletnémet szovjet katonai adminisztráció parancsnokának első helyettese, majd 1947 májusától a Távol-Keleten állomásozó haderők parancsnokhelyettese volt.
1951 februárjában a Vezérkari Akadémia helyettes vezetőjévé, 1954 májusában a Frunze Katonai Akadémia vezetőjévé nevezték ki. 1959-ben előléptették hadseregtábornokká. 1968 májusától 1970 szeptemberéig a Varsói Szerződés főparancsnokságának képviselője volt az NDK-ban. Ezután hazatért a Szovjetunióba. 1980-ban Lenin-rendet kapott. 1989-ben hunyt el.